# Ка Бјанка (Венеција)
Ка Бјанка (итал. Ca' Bianca) је насеље у Италији у округу Венеција, региону Венето.
Према процени из 2011. у насељу је живело 484 становника. Насеље се налази на надморској висини од 2 м.